# Universitatea „Ștefan cel Mare” din Suceava
Universitatea „Ștefan cel Mare” din Suceava (cunoscută alternativ ca Universitatea din Suceava, abreviată USV) este o instituție de învățământ superior din municipiul Suceava, România, fondată în anul 1990. În prezent, universitatea este organizată în 11 facultăți, acoperind deopotrivă domeniile tehnic-ingineresc și umanist. Ea își are originea în fostul Institut Pedagogic din Suceava, înființat în anul 1963. În 1976, acesta s-a transformat în Institutul de Învățământ Superior cu profil mixt, iar în perioada 1984–1990 a funcționat ca Institut de Subingineri subordonat Institutului Politehnic „Gheorghe Asachi” din Iași. Campusul USV se află situat pe strada Universității nr. 13, în cartierul Areni.

## Istoric

### Etapa învățământului superior pedagogic (1963–1976)
Prima instituție de învățământ superior din municipiul Suceava, precursoare a universității de astăzi, a fost Institutul Pedagogic de trei ani, înființat în 1963 și având inițial două facultăți: Filologie și Matematică-Fizică. Primul rector al institutului a fost profesorul Constantin Ciopraga (1916–2009), scriitor, critic și istoric literar, membru de onoare al Academiei Române. În data de 1 octombrie 1963, la deschiderea festivă a cursurilor primului an universitar la Suceava, acesta a declarat: „Suceava trăiește azi un moment istoric, înălțător. Vechea Cetate de Scaun, devenită un oraș modern, dobândește un institut de învățământ superior. Semnificația acestui eveniment cultural este imensă. Întemeierea celui mai nou așezământ de profil universitar în această parte de nord a Moldovei răspunde necesității de a răspândi știința în popor, de a oferi tuturor celor însetați de cultură premisele dezvoltării lor optime.”
Noul Institut Pedagogic de la Suceava a pornit la drum cu un efectiv total de 127 de studenți și cu un colectiv didactic format din 22 de profesori titulari și 15 veniți prin transfer de la Institutul Școlar Regional. Întrucât nu exista un spațiu necesar desfășurării cursurilor, în primii șapte ani acestea s-au ținut în clădirea actualului Colegiu Național „Petru Rareș” din strada Mihai Viteazul nr. 24, dată în funcțiune în 1962. În perioada 1967–1970, în cartierul Areni, în apropierea parcului cu același nume, a fost construit primul corp de clădire destinat exclusiv institutului, în prezent corpul A, acesta constituind nucleul dezvoltării ulterioare a campusului universitar sucevean.
Din 1963 și până în 1967, numărul studenților a crescut, și asta datorită înființării de noi specializări. Astfel, facultățile de Istorie-Geografie și de Educație Fizică s-au adăugat pe parcurs la cele două existente încă de la început. În 1966, reputatul matematician Constantin Corduneanu (1928–2018) a devenit al doilea rector din istoria tânărului institut sucevean, ocupând această funcție până în 1968, când a fost înlocuit de Alexandru Vasilescu. Ulterior, Constantin Corduneanu a fost decan al Facultății de Matematică și prorector în cadrul Universității „Alexandru Ioan Cuza” din Iași, înainte de a se stabili în Statele Unite ale Americii, unde a activat ca profesor la Universitatea Statului Texas din Arlington.
În 1968 durata studiilor la Institutul Pedagogic s-a extins de la trei la patru ani, ocazie cu care au apărut și primele specializări tehnice la Suceava, precum inginerie mecanică, inginerie electrică și industrie alimentară. La începutul anilor '70, la Suceava învățau aproape 1.000 de studenți, cei mai mulți dintre ei la Filologie. Din 1974 toate specializările au fost contopite în Facultatea de Învățământ Pedagogic. Creșterea continuă a numărului de studenți a impus extinderea campusului universitar din Areni care, în anii '70, s-a îmbogățit cu două cămine studențești cu o capacitate totală de 600 de locuri. Începând cu 1970, conducerea Institutul Pedagogic a fost asigurată timp de mai bine de un deceniu de profesorul Vasile G. Ionescu.

### Etapa institutului de învățământ superior mixt, pedagogic și tehnic (1976–1984)
La mijlocul anilor '70, dezvoltarea economică a regiunii de nord a țării a impus și formarea de specialiști în inginerie, și mai ales în inginerie mecanică. Astfel, în 1976, ca urmare a faptului că o serie de specializări ale Institutului Politehnic „Gheorghe Asachi” din Iași funcționau deja la Suceava de câțiva ani, au fost înființate specializările tehnologia construcțiilor de mașini (TCM) și tehnologia produselor alimentare de origine animală, pentru ingineri și subingineri. La nivelul anului 1976, atunci când unitatea suceveană și-a schimbat denumirea în Institutul de Învățământ Superior, având dublu profil – universitar și tehnic, personalul academic cuprindea 56 de cadre didactice, iar numărul total de studenți se ridica la 394.
O contribuție decisivă la înființarea învățământului superior tehnic la Suceava, din care s-au format toate facultățile de profil tehnic de astăzi, a avut-o profesorul Emanuel Diaconescu (1944–2011), membru corespondent al Academiei Române, creatorul școlii de tribologie de la Suceava, de variatoare EHD, un domeniu de vârf al științei acelor vremuri. Diaconescu a fost, pe rând, șef de catedră și apoi decan (din 1981 până în 1990). Ca urmare a faptului că, începând din 1976, în institut a început să funcționeze și anul pregătitor pentru studenți străini, la Suceava vin la studii și cetățeni din alte țări, cei mai mulți din Guyana, Ecuador, Germania de Vest, Israel și Iran.
Evoluția numărului de studenți din institut a fost rapidă. Dacă în 1978 erau înscriși 515 studenți, numărul acestora se dublează într-un interval relativ scurt, ajungând la 1.072 în anul universitar 1980–1981 și păstrându-se la un nivel similar în anii ce au urmat. Creșterea numărului de studenți a fost și principalul argument pentru construcția unei noi clădiri în campusul sucevean – corpul B. Acesta a fost finalizat în 1982, fiind destinat activităților de instruire a studenților și de cercetare efectuată de cadrele didactice din tânăra secție TCM. În perioada 1981–1984, conducerea universității a fost asigurată de rectorul Ion Bojoi, cel care l-a înlocuit pe Vasile G. Ionescu.
Ca o recunoaștere a prestigiului său, institutul a fost sediul unor întâlniri științifice naționale și internaționale: Conferința națională de arheologie; Sesiunea comisiei mixte de istorie româno-sovietică, ambele în anul 1975; Colocviul Societății „Mihai Eminescu” din Freiburg, în 1976; sesiunile comisiilor mixte de istorie româno-polonă și româno-ungară, în 1977; al VI-lea simpozion național de geomorfologie, în 1981 etc. Acestora li s-au adăugat alte evenimente, precum „Decada culturii sucevene”, „Mărturii arheologice privind continuitatea și unitatea de cultură și civilizație românească în Carpații Orientali”, „Potențialul turistic al Bucovinei”, simpozioanele „Eugen Lovinescu” și „Ștefan cel Mare în literatura română”.

### Etapa institutului de subingineri (1984–1990)
A treia etapă a evoluției învățământului superior din Suceava, cea a Institutului de Subingineri înființat în 1984, a fost cea mai complexă și contradictorie, conținând atât elemente de continuitate, cât și de discontinuitate. Ca urmare a politicilor de dezvoltare duse în ultimii ani ai regimului comunist din România, institutul și-a pierdut independența administrativă, continuând să funcționeze didactic și științific ca facultate subordonată institutului politehnic ieșean (astăzi Universitatea Tehnică „Gheorghe Asachi”). Intrarea în lichidare a facultăților umaniste a reprezentat o pierdere pentru comunitatea suceveană, multe cadre didactice fiind transferate în alte centre universitare din țară sau la alte instituții. Cu toate acestea, prin acțiunea conjugată a autorităților locale și centrale, a unor personalități din Institutul Politehnic din Iași, Alma Mater Sucevensis a continuat să se dezvolte. În 1985 au apărut cursurile serale pentru ingineri în mașini unelte, echipamente tehnologice, energetică industrială, iar în 1986 cursurile serale pentru ingineri în automatizări și calculatoare. Din 1988, cu sprijinul Întreprinderii de Rețele Electrice (IRE) Suceava și al Ministerului Energiei Electrice, a fost deschisă finanțarea pentru două noi clădiri, care să sprijine procesul de instruire didactică în specializările din domeniile electric, respectiv automatizări și calculatoare.
A continuat și seria manifestărilor științifice de prestigiu, cum au fost edițiile „Conferinței de lubrificație EHD” sau ciclul de manifestări pe tema „Tehnologii și produse noi în construcția de mașini”. În toată această perioadă, conducerea institutului a fost asigurată de profesorul Emanuel Diaconescu în calitate de decan, iar numărul studenților înscriși s-a menținut la peste 1.000. De-a lungul celor două decenii și jumătate scurse de la înființare, institutul sucevean a desfășurat o fructuoasă activitate didactică, științifică, de cercetare-proiectare și de producție. Rezultatele mai multor cercetări au fost publicate în paginile revistei studențești Studium, în cele două volume de lucrări științifice ale cadrelor didactice, precum și în Buletinele științifice tipărite pe specialități. În colaborare cu întreprinderi locale din Suceava s-au realizat 12 invenții tehnice de mare utilitate.

### Etapa Universității „Ștefan cel Mare” din Suceava (1990–prezent)

Planetariul din Suceava

Schimbările socio-politice apărute ca urmare a Revoluției din 1989 s-au răsfrânt inclusiv asupra învățământului superior sucevean, care a cunoscut practic un nou început. Astfel, în baza Hotărârii Guvernului României nr. 225 din data de 7 martie 1990, s-a înființat Universitatea „Ștefan cel Mare” din Suceava (USV), continuatoarea vechiului Institut Pedagogic, transformat în ultimii ani ai comunismului în facultate pentru pregătirea subinginerilor. Noua universitate, aflată în subordinea Ministerului Învățământului și care la acea dată număra aproximativ 110 cadre didactice și 1.575 de studenți, a luat în titulatura sa oficială numele domnitorului Ștefan cel Mare (1457–1504) nu doar pentru a aduce un omagiu spiritului uman pus în slujba progresului economic, stabilității politice și dezvoltării culturale, dar și pentru a-și sublinia dorința și capacitatea de a contribui efectiv la transformarea benefică a Bucovinei din punct de vedere social, cultural și economic. Universitatea din Suceava continuă tradițiile culturale și de învățământ superior din Bucovina, reprezentate de școlile domnești din nordul Moldovei, de Academia de la Putna, de Institutul Teologic, de Universitatea din Cernăuți și de Facultatea de Silvicultură de la Câmpulung Moldovenesc.

Emanuel Diaconescu

Etapa care a urmat a însemnat consolidare academică, diversificare didactică și științifică, cât și afirmare pe plan intern și internațional. Primul rector al Universității „Ștefan cel Mare” a fost Emanuel Diaconescu, care va conduce instituția până în anul 2004, când devine prorector. În toată această perioadă a fost mentorul Catedrei de Mecanică Aplicată, dobândind recunoaștere și apreciere în țară și peste hotare în domeniul tribologiei, cu rezultate remarcabile obținute împreună cu colectivul pe care l-a creat și coordonat la Suceava și alături de care și-a adus un aport esențial în dezvoltarea cercetării teoretice și experimentale. Mai mult, în calitatea sa de rector, Diaconescu a inițiat înființarea de noi facultăți, cu noi specializări, numărul profesorilor și al studenților crescând semnificativ de la an la an. Astfel, dacă în anul universitar 1994–1995, la Suceava erau înscriși 2.359 de studenți, în perioada 2000–2001 numărul acestora ajunge la 7.100. În 2003, circa 8.700 de studenți urmau cursurile instituției sucevene, iar în 2012 acest număr se apropia de 12.000. De asemenea, numărul facultăților și al specializărilor s-a modificat anual, astfel că din 1990 și până în 2005 au fost înființate sau reorganizate nouă facultăți. În perioada 2004–2012, rector al instituției a fost profesorul Adrian Graur, fost decan al Facultății de Inginerie Electrică. Comparativ cu anul 1963 – momentul apariției învățământului superior la Suceava, numărul studenților a crescut până în 2012 de aproape 100 de ori, iar cel al cadrelor didactice de aproape 14 ori.
La 6 decembrie 1991, dintr-o încăpere a universității începe să emită Radio TOP '91, devenit ulterior Radio TOP Suceava. Acesta a reprezentat primul post privat de radio din orașul Suceava, iar la nivel național, al patrulea post particular înființat după Revoluție. Inițial, pentru emisie a fost folosită o stație artizanală construită de Milan Crasi, profesor la Universitatea „Ștefan cel Mare” și radioamator. Jurnalistul Sorin Avram rememorează începuturile radioului sucevean: „Într-o încăpere situată la intrarea principală a Universității «Ștefan cel Mare», pe o masă lungă erau împrăștiate cabluri legate de magnetofoane, pick-up-uri și microfoane aduse de acasă de cei vreo 20 de foarte tineri și tineri care abia așteptau să înceapă emisia postului de radio TOP '91.”
La 21 iulie 1994, în fața intrării principale a universității a fost amplasat bustul scriitorului, filosofului și profesorului universitar Traian Chelariu (1906–1966), originar din apropierea Sucevei, din localitatea Dărmănești. Monumentul a fost realizat din bronz de către sculptorița Florica Hociung și a rămas expus lângă intrarea în universitate doar trei ani, până în 1997, când a fost dat jos de pe soclu, fiind apoi uitat într-un subsol. La 6 noiembrie 2007 a fost reamplasat în curtea Bibliotecii Bucovinei „I.G. Sbiera”, unde se găsește și în prezent. Numele lui Traian Chelariu este legat de cel al institutului sucevean. După ani grei de nenumărate umilințe și privațiuni din partea regimului comunist, în 1964 scriitorul este, în sfârșit, reabilitat în învățământul superior și devine lector la Institutul Pedagogic din Suceava, dar după numai doi ani se stinge din viață în urma unui atac fulgerător de cord.
În anul 1995 s-a înălțat o biserică de lemn cu hramul Sfântul Antonie cel Mare, concepută mai întâi ca paraclis universitar, întrucât se afla în apropierea campusului, pe Aleea Saturn din cartierul George Enescu. În prezent, funcționează ca biserică parohială. În 1996 a fost organizată editura universității, în scopul valorificării prin publicare a rezultatelor activității de cercetare desfășurate în cadrul instituției. De-a lungul timpului, prin intermediul editurii USV au fost publicate atât cursuri, manuale și materiale didactice necesare studenților, cât și lucrări științifice, de autor sau colective, periodice ale universității (anale, buletine și reviste științifice, volume ale conferințelor), precum și alte tipărituri de interes general sau universitar. În programul editorial s-au regăsit publicații din diferite domenii științifice (filologie, inginerie, științele educației, științe sociale și economice, drept, medicină etc.), colecții de succes precum Studia Doctoralia, traduceri din literatura universală. În anul 2020, editura USV a fost acreditată de Consiliul Național al Cercetării Științifice (CNSC) pentru domeniul filologie, în categoria B.
Accesul la Internet s-a realizat pe parcursul anului 1996. Rețeaua de date a universității s-a extins treptat, ajungându-se ca în 2010 să fie interconectate aproximativ 1.800 de calculatoare într-o rețea Intranet de mare viteză. Tot atunci, infrastructura Intranet de interconectare a clădirilor campusului, deservită de 15 servere dedicate, asigura viteze de 1 Gbps, într-o structură arborescentă realizată pe fibră optică. Universitatea din Suceava a organizat, începând cu anul 1999, module de învățare la distanță pentru programe de licență, precum și pentru completarea de studii în vederea absolvirii, sporind posibilitatea tuturor categoriilor de populație de a avea acces la învățământul superior, indiferent de vârstă. Începând din 2002, s-a creat un mediu propice pentru activitățile sportive de performanță și de masă odată cu înființarea Clubului Sportiv Universitatea (CSU) din Suceava, în cadrul căruia funcționează trei secții: atletism, handbal și volei. Până în anul 2024, echipa de handbal masculin a câștigat de șapte ori campionatul național universitar și de patru ori campionatul european universitar.
Universitatea „Ștefan cel Mare” aderă la principiile formulate în Marea Cartă a Universităților Europene. Instituția suceveană s-a aflat printre cele 25 de universități din estul Europei care au fost incluse în acest for reprezentativ al învățământului universitar european în septembrie 2005. Cu această ocazie, au mai semnat Marea Cartă Politehnica din Timișoara, Universitatea Târgu Mureș și Universitatea „Spiru Haret” din București.
Planetariul și Observatorul Astronomic din Suceava, construit în perioada 1979–1981 lângă clădirea principală a campusului USV, a fost cedat în cursul anului 2008 de Muzeul Național al Bucovinei către universitate, fiind preluat de Catedra de Geografie a Facultății de Istorie și Geografie. Planetariul a devenit astfel obiectiv educațional-academic, însă și-a păstrat în continuare și destinația de muzeu. Trecerea în administrarea universității a fost marcată de reamenajarea spațiului expozițional după standardele muzeistice internaționale. În 2024, consiliul de administrație al universității a aprobat un proiect de consolidare, reabilitare, extindere și refuncționalizare a planetariului, valoarea totală estimată a investiției ridicându-se la aproximativ 2,4 milioane de euro.
În septembrie 2008, USV a fost evaluată de către Agenția Română de Asigurare a Calității în Învățământul Superior (ARACIS), primind calificativul „Grad de încredere ridicat”, cea mai înaltă recunoaștere ce poate fi acordată unei universități românești, pentru o perioadă de cinci ani. Calificativul a fost reconfirmat în 2013 și 2019. Instituția suceveană s-a clasat pe locul al patrulea în clasamentul celor 84 de universități de stat și private cuprinse în studiul „University Ranking”, publicat în 2009. Acesta a reprezentat primul proiect de ierarhizare a universităților din România, inițiat de revista Capital și efectuat de compania germană Kienbaum Management Consultants.

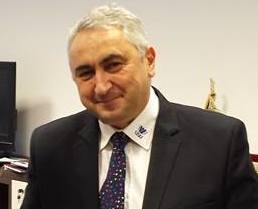
Valentin Popa

Anul 2012 aduce cu sine schimbarea rectorului, conducerea instituției fiindu-i încredințată profesorului Valentin Popa, cel care și-a început cariera academică în 1989 la Suceava, în calitate de asistent. Va ocupa postul de rector vreme de 12 ani, cu o pauză în 2018, când a fost ministru al educației. În octombrie 2013 a fost sărbătorit semicentenarul Universității „Ștefan cel Mare”. Seria de evenimente jubiliare a inclus manifestări culturale, concerte, lansări de carte, vernisaje și competiții sportive. Tot acum, în incinta corpului A, a fost deschisă „Galeria rectorilor suceveni”. Expoziția conține șapte lucrări ce poartă semnătura artistului Radu Bercea și care îi înfățișează pe cei care au stat la cârma instituției. Cu această ocazie, Valentin Popa a menționat că în cei 50 de ani de activitate, USV a eliberat peste 56.000 de diplome absolvenților săi.
Prin Hotărârea de Guvern nr. 365 din 30 aprilie 2014 a fost înființată Casa de Cultură a Studenților (CCS) din municipiul Suceava, aflată în subordinea Ministerului Educației Naționale și sub coordonarea Universității „Ștefan cel Mare”. În vederea adăpostirii sediului casei de cultură, în apropierea campusului universitar a fost dată în funcțiune o clădire nouă, situată pe strada Zorilor nr. 6, în cartierul George Enescu. Finanțarea este asigurată din venituri proprii și subvenții acordate de la bugetul de stat, fiind singura din cele 15 case de cultură studențești din România care are un astfel de tip de management. Celelalte instituții de acest gen se află în subordinea Ministerului Tineretului și Sportului sau a primăriilor. CCS Suceava coordonează Ansamblul folcloric „Arcanul USV”, Teatrul studențesc „Fabulinus”, postul Radio USV și studioul multimedia Digital Media Center. Desfășoară activități de informare, educare și divertisment dedicate studenților, dar și publicului sucevean de toate vârstele.
În 2016 Universitatea din Suceava a devenit partener EUROSCI Network, o rețea academică internațională înființată în același an, ce promovează cooperarea interuniversitară. În iulie 2020, rețeaua ajunsese să aibă 24 de instituții partenere din 13 țări. Ziua de 1 octombrie 2021 a marcat inaugurarea Facultății de Medicină și Științe Biologice, cu 28 de cadre didactice titulare (jumătate fiind medici), 52 de cadre asociate și un efectiv de 503 studenți. Noua facultate a fost dezvoltată în jurul nucleului reprezentat de Departamentul de Sănătate și Dezvoltare Umană, care funcționa încă din 2012, când au fost activate primele două specializări în domeniu – nutriție și dietetică, respectiv balneo-fizio-kinetoterapie, coordonate la început de un singur cadru didactic de specialitate. După șapte ani de dezvoltare și consolidare, în 2019 a fost posibilă inițierea unei noi specializări – asistență medicală generală. Ulterior, la 22 aprilie 2021, senatul USV a aprobat înființarea Facultății de Medicină și Științe Biologice.
La nivelul anului 2023, instituția academică suceveană a continuat să fie ierarhizată drept una dintre cele 1.500 de universități de excelență pe plan mondial și între cele mai performante 13 din România, conform prestigiosului clasament QS World University Rankings, ajuns la ediția cu numărul 20. În 2024 Universitatea „Ștefan cel Mare” s-a clasat în primele zece universități publice românești, fiind totodată prima din punctul de vedere al numărului de brevete și invenții în ultimul deceniu. USV se distinge de multe alte universități publice prin caracterul mixt tehnic-ingineresc și umanist al programelor de studii oferite. În acest sens, în cadrul instituției sucevene coexistă structuri de învățământ din mai multe domenii: științe ale naturii, inginerești, umaniste, sociale, economice, administrative și medicale. Universitatea este afiliată la organisme și organizații internaționale, până în anul 2024 stabilind 151 de acorduri de colaborare cu instituții de învățământ superior din 22 de țări ale lumii. Mai mult decât atât, reprezintă singura instituție românească de profil care a deschis două lectorate de limba română în străinătate – lectoratul de la Universitatea „Iuri Fedkovîci” din Cernăuți (din 2014), respectiv cel de la Universitatea Politehnică Națională din Odesa (din 2019).

## Facultăți
Universitatea „Ștefan cel Mare” din Suceava are următoarele 11 facultăți constitutive:
- Facultatea de Drept și Științe Administrative (FDSA);
- Facultatea de Economie, Administrație și Afaceri (FEAA);
- Facultatea de Educație Fizică și Sport (FEFS);
- Facultatea de Inginerie Alimentară (FIA);
- Facultatea de Inginerie Electrică și Știința Calculatoarelor (FIESC);
- Facultatea de Inginerie Mecanică, Autovehicule și Robotică (FIM);
- Facultatea de Istorie, Geografie și Științe Sociale (FIG);
- Facultatea de Litere și Științe ale Comunicării (FLSC);
- Facultatea de Medicină și Științe Biologice (FMSB);
- Facultatea de Silvicultură (FS);
- Facultatea de Științe ale Educației (FSED).

Cele 11 facultăți oferă programe de licență cu o durată de trei sau patru ani (circa 55 de domenii), studii de masterat cu o durată de doi ani (circa 40 de domenii), precum și studii doctorale în cadrul a 14 domenii: administrarea afacerilor, calculatoare și tehnologia informației, contabilitate, economie, filologie, filosofie, geografie, ingineria produselor alimentare, inginerie electrică, inginerie electronică, telecomunicații și tehnologii informaționale, inginerie mecanică, inginerie industrială, istorie, silvicultură. În cadrul USV funcționează două școli doctorale: Școala doctorală de Științe Socio-Umane (SD-SSU) și Școala doctorală de Științe Aplicate și Inginerești (SD-SAI).

## Rectori
De-a lungul existenței sale, instituția suceveană a fost condusă de următorii rectori:
- Constantin Ciopraga (1963–1966);
- Constantin Corduneanu (1966–1968);
- Alexandru Vasilescu (1968–1970);
- Vasile G. Ionescu (1970–1981);
- Ion Bojoi (1981–1984);
- Emanuel Diaconescu (1984–1990 decan, 1990–2004 rector);
- Adrian Graur (2004–2012);
- Valentin Popa (2012–2018, 2018–2024);
- Mihai Dimian (2018 interimar, 2024–prezent).

## Facilități și dotări. Campusul USV

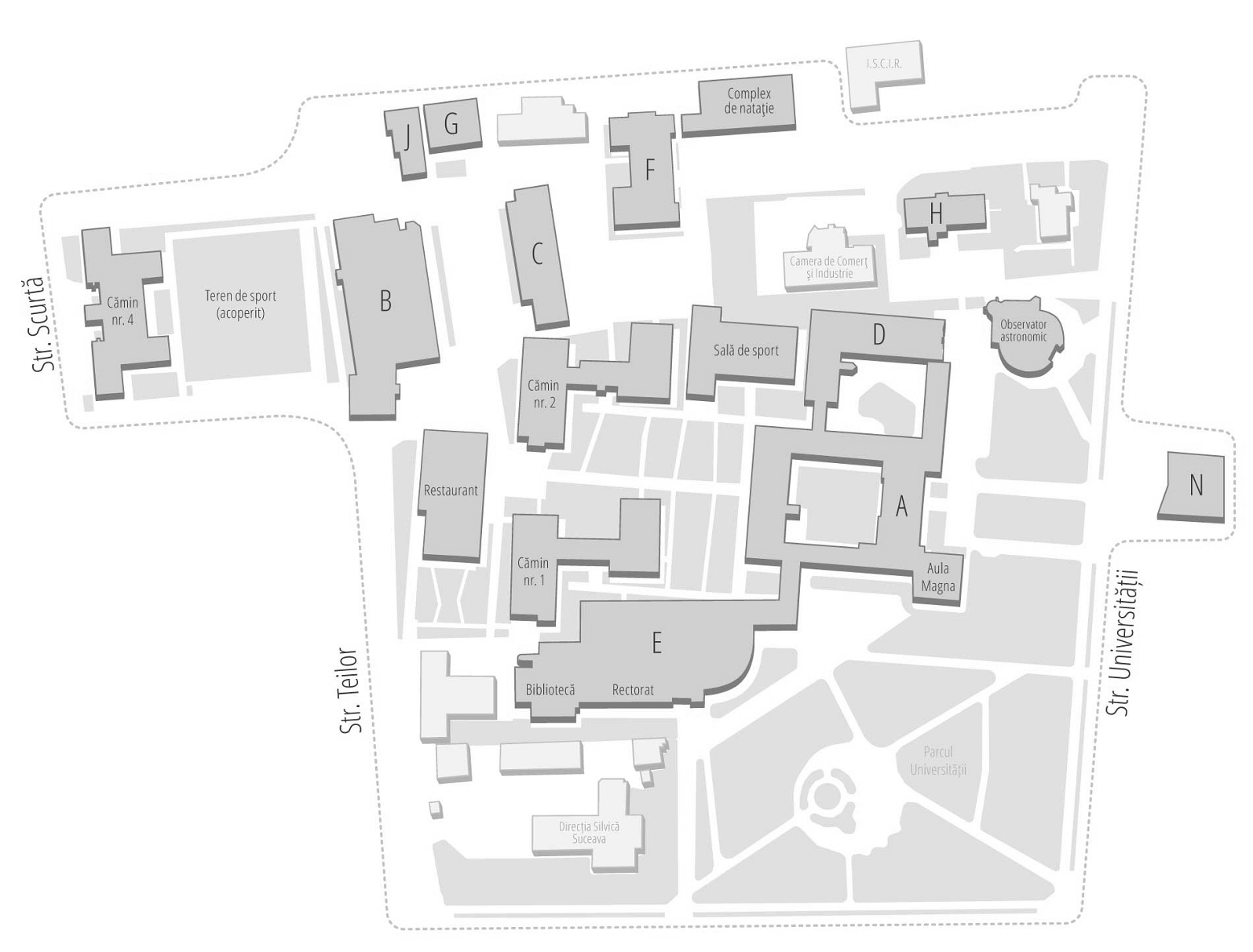
Harta campusului USV

Campusul Universității „Ștefan cel Mare”, situat în cartierul Areni, se întinde pe o suprafață totală de aproximativ 66.000 de metri pătrați, desfășurându-se pe direcția est-vest între străzile Universității și Teilor. În partea de nord este mărginit de Piața Mică, iar la sud de Parcul Universității și Direcția Silvică Suceava.
Campusul este alcătuit din 18 corpuri de clădire, cu multiple spații dedicate activităților de predare și cercetare. Beneficiază de un restaurant universitar cu 250 de locuri, două săli de expoziție, 34 de amfiteatre și săli de curs, aproape 150 de laboratoare dotate cu echipamente necesare studiului și cercetării, observator astronomic, tipografie și editură. Biblioteca universitară este dotată cu șapte săli de lectură cu acces la raft, având o suprafață de 819 metri pătrați, 429 de locuri și un fond de carte de peste 300.000 de volume. Pentru practicarea sportului există două săli de sport, un complex de natație și kinetoterapie, la care se adaugă un teren prevăzut cu gazon sintetic, dotat cu sistem de acoperire cu balon presostatic și cu sistem de iluminare. Universitatea oferă cazare pentru 1.250 de studenți în șapte cămine studențești, trei dintre acestea fiind situate în perimetrul campusului, iar unul vizavi de acesta. Pe lângă toate aceste obiective care conturează campusul, mai pot fi menționate Cabana de vânătoare „Șipoțel” (obiectiv aflat în comuna Râșca din județul Suceava, intrat în patrimoniul instituției în anul 2004) și Centrul de Formare Continuă de la Vatra Dornei.
Cea mai veche clădire din campus și totodată nucleul dezvoltării ulterioare a acestuia este corpul A, ridicat în perioada 1967–1970 pe un teren situat la strada Emil Bodnăraș (astăzi strada Universității), înconjurat de nuci, fagi și scoruși. Construcția s-a făcut după proiectul elaborat de către arhitecții Sandu Miclescu și Marius Smigelschi. La momentul inaugurării, edificiul cu o suprafață desfășurată de 4.800 de metri pătrați cuprindea amfiteatru, săli de curs, bibliotecă, laboratoare și o curte interioară, constituind una din cele mai frumoase clădiri publice din oraș. Arhitectura acesteia, deși avea multe elemente specifice epocii socialiste, presupunea un atrium cu lespezi masive de piatră caracteristice zidurilor medievale și un sistem modern de ferestre ce permiteau luminii solare să pătrundă eficient și delicat în sălile de curs. Proiectantul a adoptat, din considerente plastice și funcționale, un acoperiș cu placă de beton armat înclinată, respectiv învelitori din șiță de azbociment. La realizarea unei arhitecturi tradiționale au contribuit și materialele folosite; atât la interior, cât și la exterior s-au utilizat cărămida aparentă, piatra și lemnul, îmbinate simplu, fără prelucrări migăloase și dificile.
După inaugurarea clădirii principale (actualmente corpul A), în partea din spate a acesteia au fost construite și date în funcțiune primele două cămine studențești, având o capacitate totală de 600 de locuri. Actualmente, acestea reprezintă căminele nr. 1 și nr. 2 ale universității, primul cu profil mixt, având trei niveluri și 113 camere, iar al doilea, de băieți, cu patru niveluri și 110 camere. Corpul B, finalizat în anul 1982 și având o suprafață desfășurată de 4.750 de metri pătrați, avea inițial rolul de a găzdui secția TCM. Astăzi, aici își desfășoară activitatea Facultatea de Inginerie Mecanică. Corpul C a fost edificat începând cu anul 1988, în prezent aici fiind stabilit sediul Facultății de Inginerie Electrică. În aceeași perioadă a fost ridicat și corpul D, adosat la clădirea principală cu care formează a doua curte interioară.
După Revoluția din 1989, procesul de modernizare și extindere a campusului universitar a continuat. Între realizările mai recente se numără corpul E, ridicat în spațiul rămas liber între vechiul corp A și complexul Direcției Silvice. În prezent, corpul E găzduiește rectoratul, biblioteca și o serie de facultăți, reprezentând una din clădirile principale ale instituției. În 2009 a fost deschis un tunel aerian de legătură între corpurile A și E. Accesul în aceste două clădiri se realizează prin Parcul Universității, cunoscut și ca Parcul Institutului sau Areni și ocupând o suprafață de aproximativ 3 hectare. Tot între realizările mai recente pot fi amintite extinderea cu 250 de metri pătrați și modernizarea restaurantului universitar (care asigură servicii de masă pentru peste 1.000 de persoane pe zi), Auditorium-ul „Joseph Schmidt”, terenul de sport acoperit, aula cu 200 de locuri, căminele nr. 4 (pe strada Scurtă) și nr. 5 (vizavi de campus), preluarea în administrare a observatorului astronomic (2008), reabilitarea Cabanei „Șipoțel” (2009), înființarea Casei de Cultură a Studenților ce include clubul studențesc (2014) etc. În anul 2007, în patrimoniul USV a intrat, prin hotărâre de guvern, un teren cu suprafața de 30 de hectare, situat la 3 kilometri de actualul campus, la ieșirea din Suceava spre comuna Moara. În acest loc este prevăzută dezvoltarea unui nou campus.

## Imagini

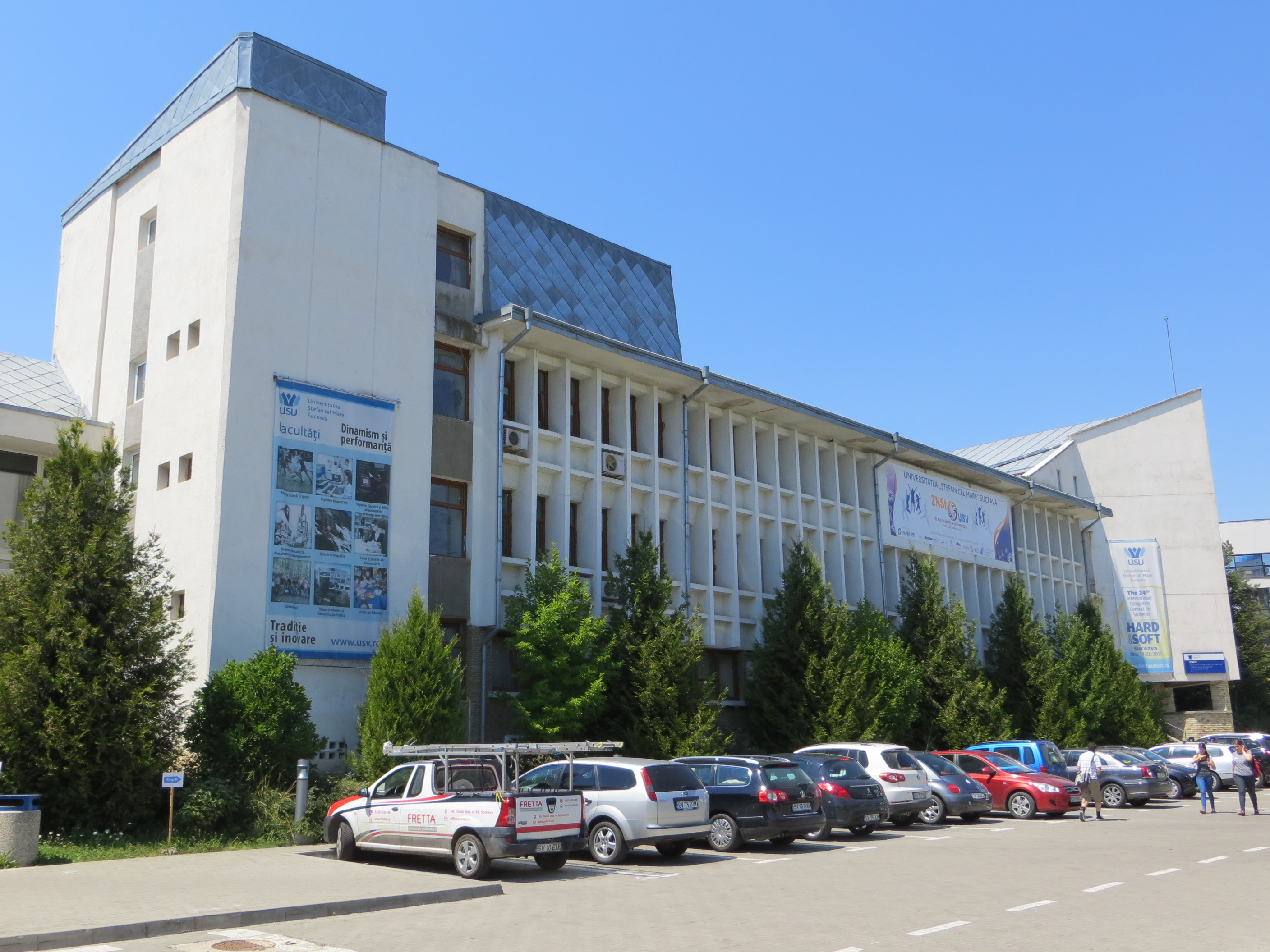
Corpul A al USV
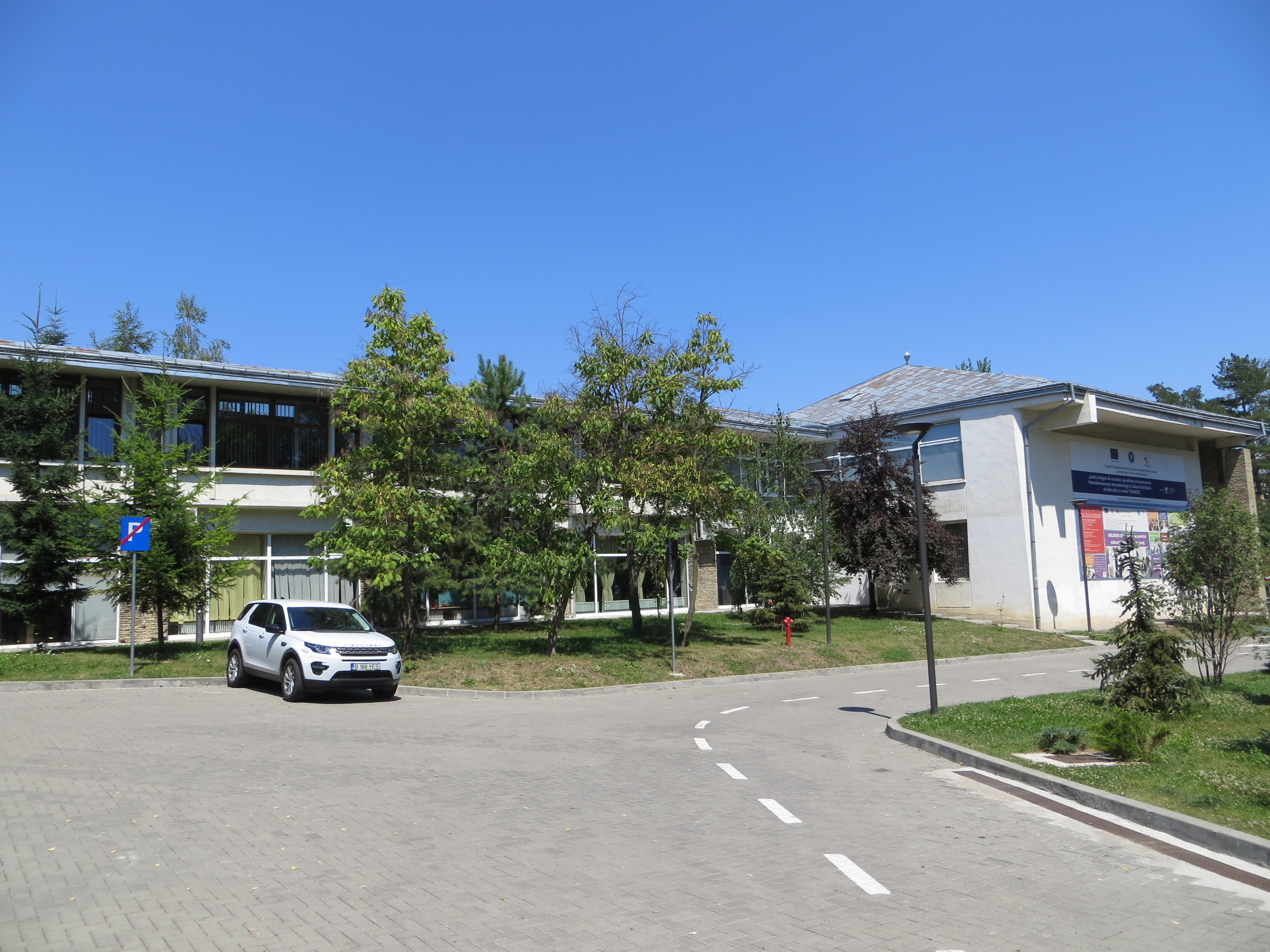
Corpul A al USV
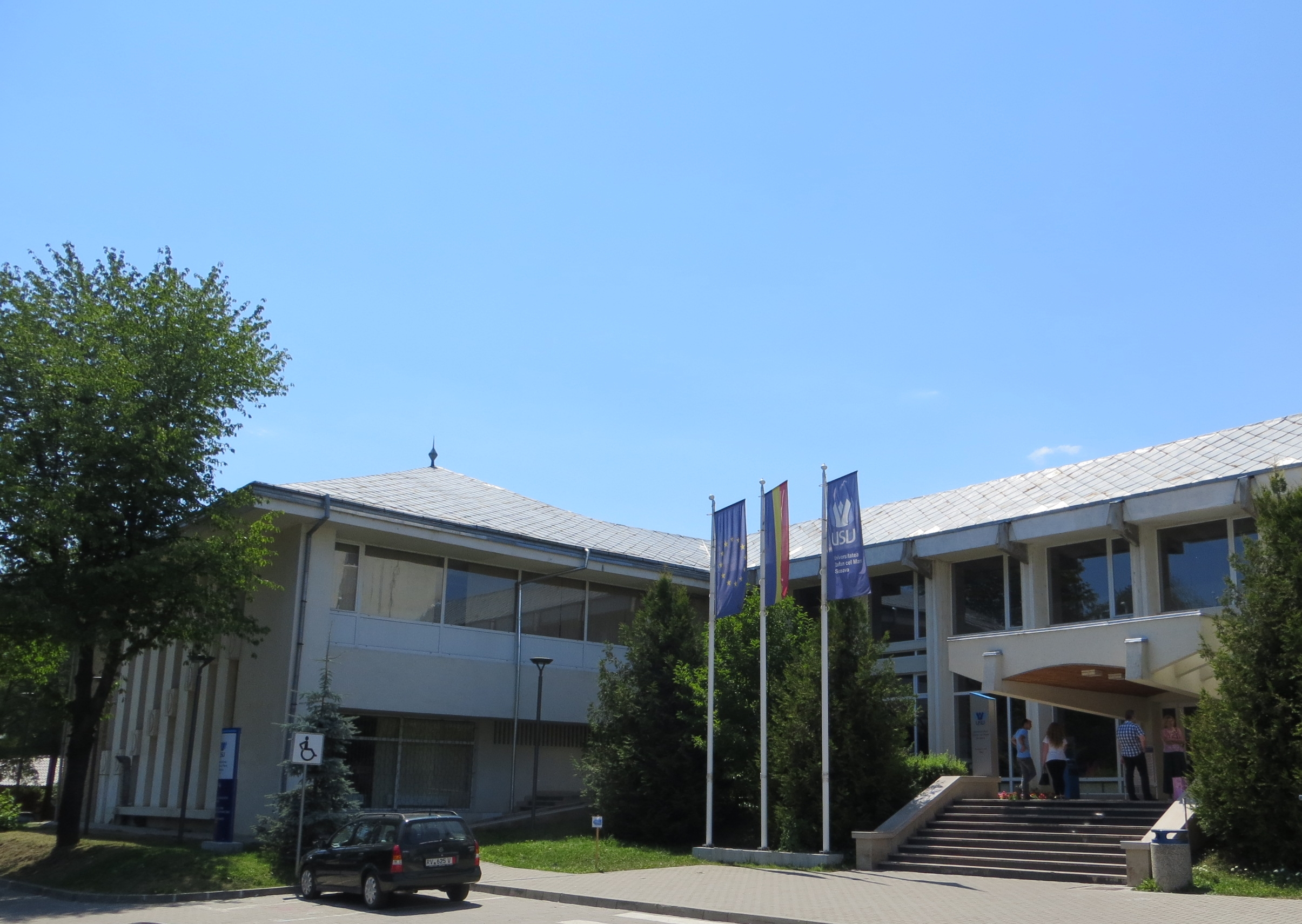
Corpul A al USV
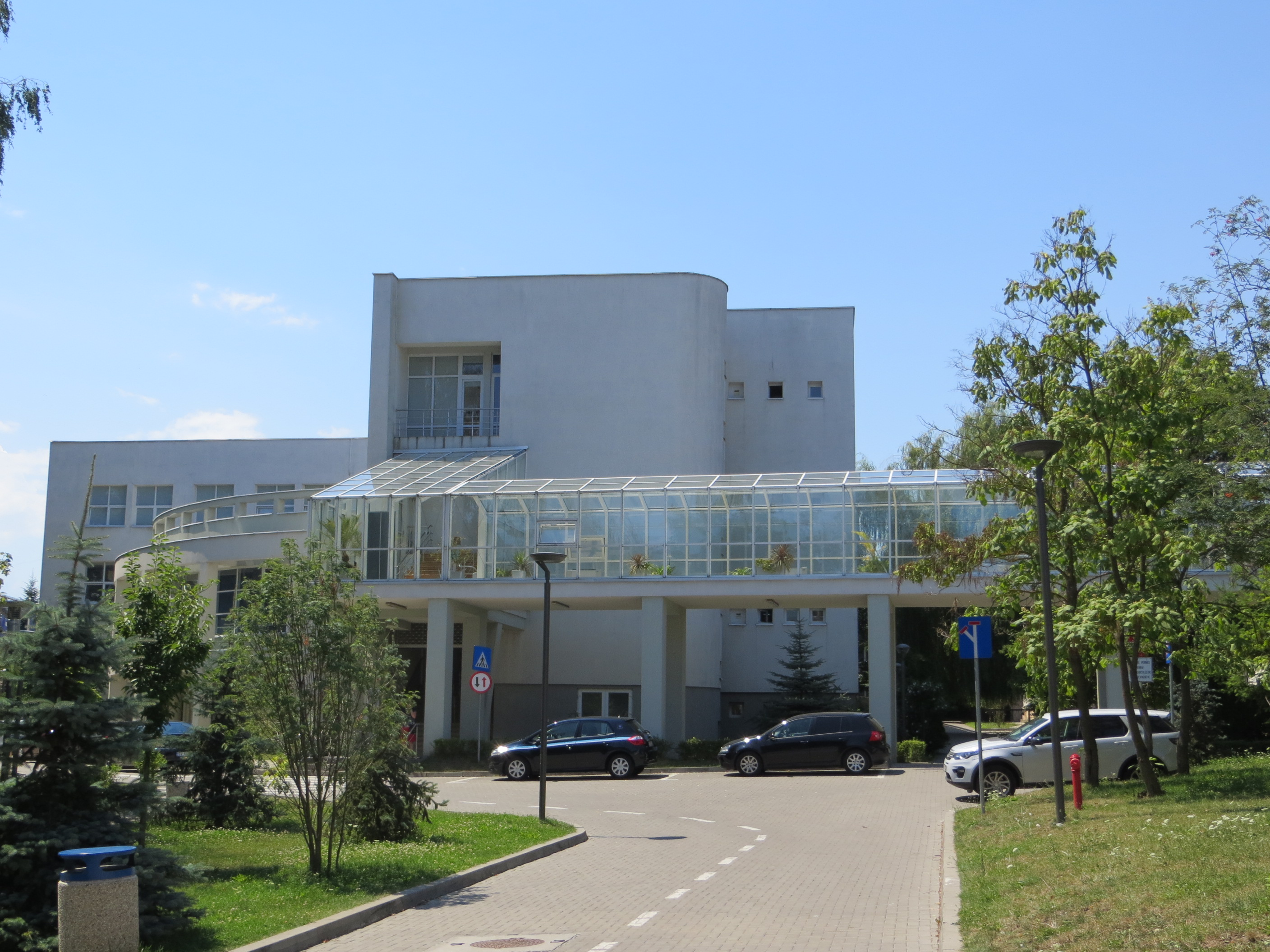
Corpul E al USV
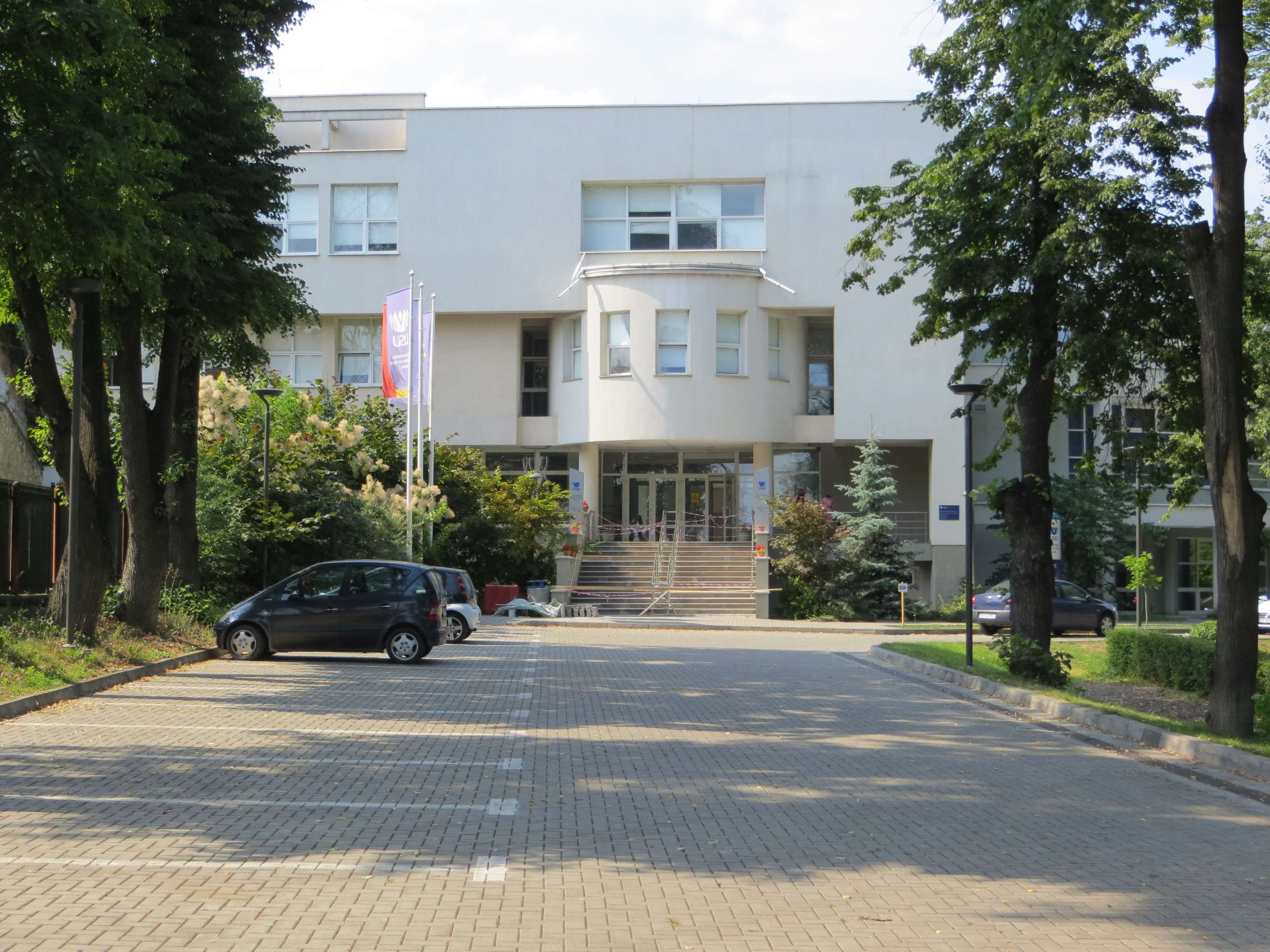
Corpul E al USV
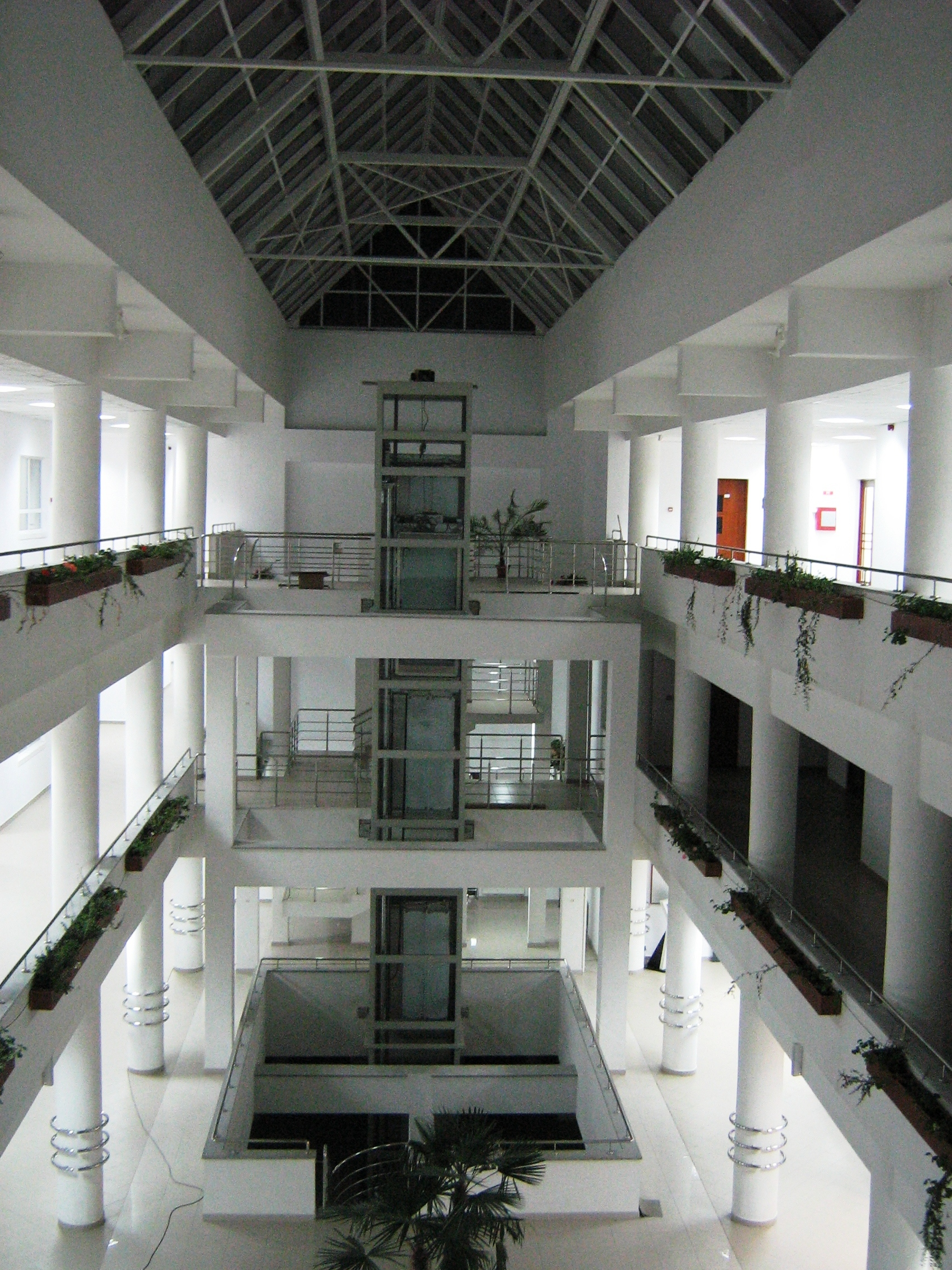
Interiorul corpului E al USV
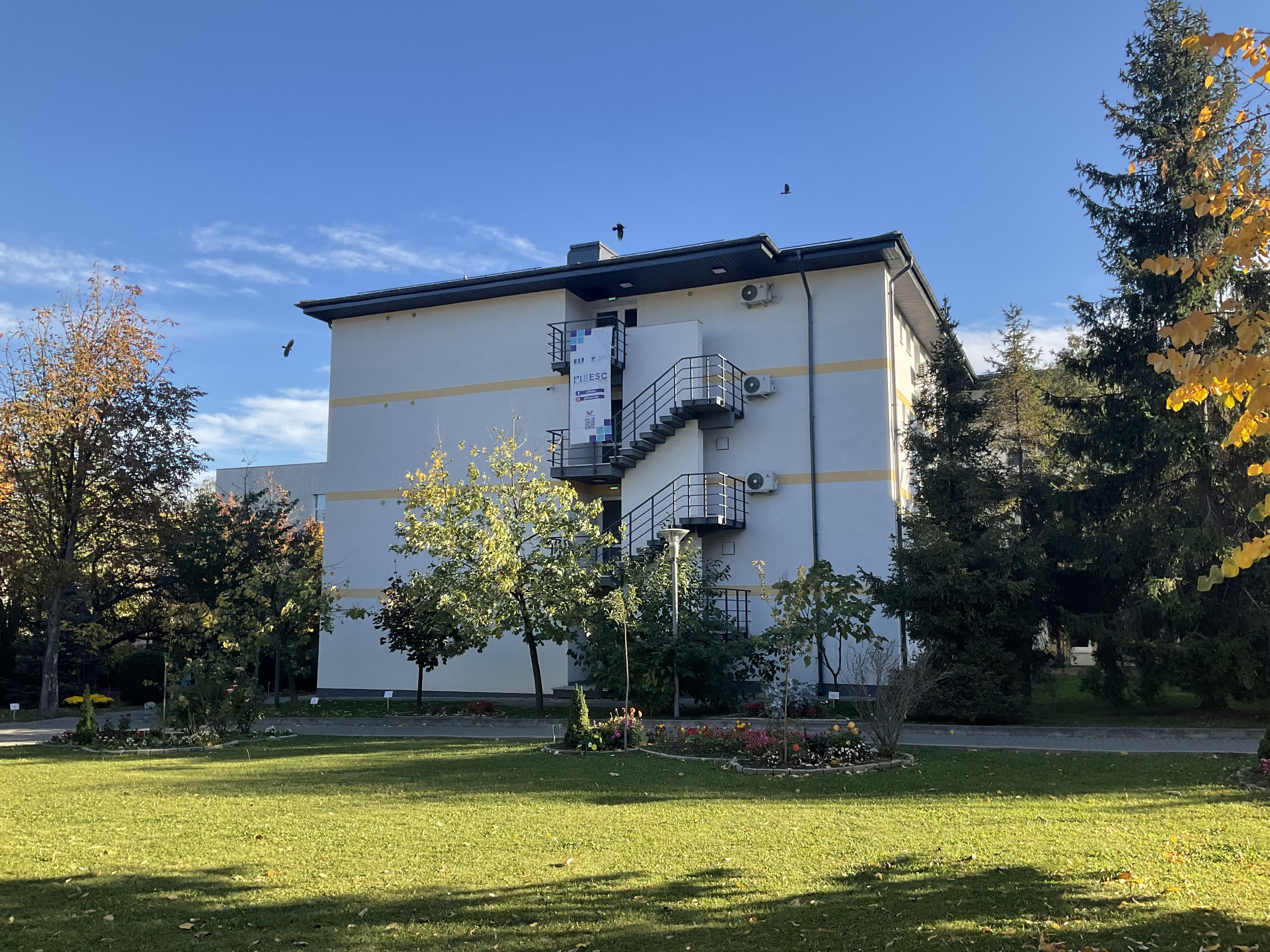
Căminul studențesc nr. 2 al USV